# Ostatni wojownik
Ostatni wojownik – czwarty studyjny album polskiej grupy heavymetalowej Turbo. Nagrań dokonywano w Poznaniu w studiu Giełda od maja do września 1987 r. Płyta, wydana przez Pronit (PLP 0095), ukazała się w sprzedaży dopiero 6.08.1989 r. W 2001 nagrania zostały zremasterowane przez wytwórnię Metal Mind Productions. Nowa wersja płyty (z 2001 roku) zawierała dodatkowy utwór: „Syn burzy” – 4:30.
Album ukazał się również w wersji anglojęzycznej pod tytułem Last Warrior. Wydała go wytwórnia Noise International

## Lista utworów
1. „Ostatni wojownik” (Wojciech Hoffmann, Andrzej Łysów, Grzegorz Kupczyk, Bogusz Rutkiewicz, Tomasz Goehs) – 6:41
2. „Miecz Beruda” (Turbo – Turbo) – 7:07
3. „Anioł zła” (Wojciech Hoffmann, Andrzej Łysów, Grzegorz Kupczyk, Bogusz Rutkiewicz, Tomasz Goehs) – 3:50
4. „Seans z wampirem” (Wojciech Hoffmann, Andrzej Łysów, Grzegorz Kupczyk, Bogusz Rutkiewicz, Tomasz Goehs) – 6:28
5. „Bogini chaosu” (Turbo – Turbo) – 5:35
6. „Koń trojański” - (Wojciech Hoffmann) – 6:55

## Twórcy
- Grzegorz Kupczyk – wokal, instrumenty klawiszowe
- Wojciech Hoffmann – gitara, chórki
- Bogusz Rutkiewicz – gitara basowa
- Andrzej Łysów – gitara, chórki
- Tomasz Goehs – perkusja, chórki

Gościnnie:
- Maria Wietrzykowska – sopran (solo) w utworze „Ostatni wojownik”